# جون ر. تايلور
جون ر. تايلور (بالإنجليزية: John R. Taylor)‏ هو فيزيائي أمريكي، ولد في 2 فبراير 1939 في لندن الكبرى في المملكة المتحدة.